# Scrooge (film 1935)
Scrooge è un film del 1935 diretto da Henry Edwards.
Nonostante che fossero esistite sin dal 1901 numerose versioni cinematografiche del romanzo Canto di Natale di Charles Dickens, il cinema muto ne aveva prodotta una sola in forma di lungometraggio: The Right to Be Happy (1916), purtroppo oggi perduta. Questa del 1935 non è in assoluto la prima versione sonora (il primato spetta ad un corto sperimentale del 1928), ma ne è il primo lungometraggio sonoro.
Il protagonista Seymour Hicks aveva interpretato il personaggio di Ebenezer Scrooge numerose volte in teatro sin dal 1901, e quindi in uno dei primi adattamenti cinematografici nel 1913.

## Trama
L'avaro e gretto Ebenezer Scrooge, alla vigilia di Natale, non vuole fare la carità né è intenerito dalla visita di un nipote. Tornato a casa, Scrooge vede il fantasma del suo ex socio che lo mette in guardia. La notte, verrà poi visitato da tre spiriti: lo spirito del Natale passato, lo spirito del Natale presente e lo spirito del futuro che lo attende se non cambia atteggiamento verso gli altri.

## Produzione
Il film fu prodotto nel Regno Unito da Julius Hagen Productions.

## Distribuzione
Il film uscì nelle sale cinematografiche britanniche il 23 novembre 1935, distribuito dalla Twickenham Film Studios, e pochi giorni dopo, il 30 novembre, negli Stati Uniti, per iniziativa di Paramount Pictures.
Il film fu reso disponibile in VHS nel 1999 e quindi in DVD nel 2001.